# 12月9日 (旧暦)
旧暦12月9日（きゅうれきじゅうにがつここのか）は、旧暦12月の9日目である。六曜は友引である。

## できごと
- 大化元年（ユリウス暦646年1月1日） - 孝徳天皇が難波長柄豊碕宮に遷都
- 平治元年（ユリウス暦1160年1月19日） - 藤原信頼・源義朝らが後白河上皇の御所を襲撃し二条天皇を幽閉。平治の乱が始まる
- 元亨元年（ユリウス暦1321年12月28日） - 後醍醐天皇が、後宇多法皇の院政を廃して親政を敷く
- 正中元年（ユリウス暦1324年12月25日） - 甲子革令のため元亨より正中に改元
- 延宝8年（グレゴリオ暦1681年1月28日） - 徳川綱吉が大老・酒井忠清を罷免
- 天保6年（グレゴリオ暦1836年1月26日） - 仙石騒動処断。但馬・出石藩のお家騒動で江戸幕府が藩主・仙石久利の所領を削り家老・仙石左京を処罰
- 慶応3年（グレゴリオ暦1868年1月3日） - 倒幕派によって朝廷から王政復古の大号令が発せられる。新政府が発足

## 誕生日
- 元和4年（グレゴリオ暦1619年1月24日） - 山崎闇斎、神道家・垂加神道を創始（+ 1682年）

## 記念日・年中行事
- 臘日